# К-186 «Омск»
К-186 «Омск» — российский ракетный атомный подводный крейсер проекта 949А «Антей», входящий в состав Тихоокеанского флота ВМФ России.
Шефом подводного крейсера с 13 апреля 1993 года является город Омск.

## Строительство
Крейсер заложен 13 июля 1989 года на «Севмаше» в городе Северодвинск под заводским номером 651.
15 января 1990 года официально зачислен в списки кораблей ВМФ СССР.
Спуск на воду состоялся 8 или 10 мая 1993 года, 10 декабря вступил в строй, 21 января 1994 года К-186 вошёл в состав 11-й дивизии 1-й флотилии Северного флота ВМФ России.

## Служба

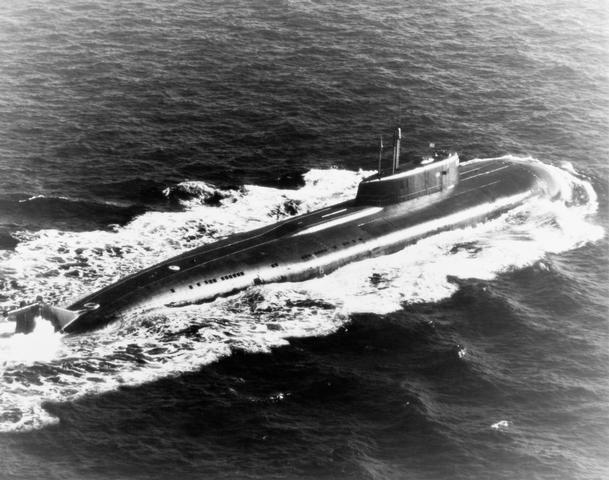
«Омск» в Беринговом море, 5 сентября 1994 года

В конце августа 1994 года «Омск» под командованием капитана 1-го ранга А. С. Астапова вышла из губы Западная Лица, обогнув северную оконечность Новой Земли, ушла под лёд и жёлобом Святой Анны вышла в высокие широты Северного Ледовитого океана. Далее в сложных гидрометеорологических и ледовых условиях и в опасных в навигационном отношении районах в условиях мелководья Чукотского моря совершила переход, и вошла в состав 10-й дивизии 2-й флотилии подводных лодок, базировавшихся на Камчатке. За 15 суток подводная лодка прошла подо льдами около 4000 миль. Старшим на борту был контр-адмирал И. Н. Козлов. За подготовку и осуществление подлёдного перехода с Севера на Камчатку оба офицера в 1996 году были удостоены звания Героя России.

«Омск» часто украшен первым гербом Омска (времён Тобольского наместничества)

В 2013 году «Омск» под командованием капитана 1-го ранга Романа Величенко стал победителем состязаний между многоцелевыми атомоходами по поиску и уничтожению подводных лодок противника с выполнением практических стрельб торпедным оружием.
С 2015 по 2019 год находился на ремонте и модернизации на ДВЗ «Звезда». С мая по июнь проходил испытания, в июне 2019 года передан Тихоокеанскому флоту после проведённой модернизации.

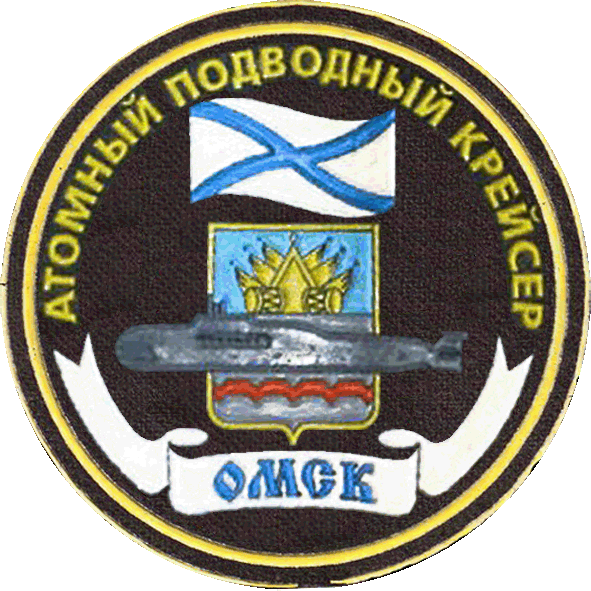
Нарукавный знак К-186

29 июня 2019 года пресс-служба Восточного военного округа сообщила, что АПЛ К-186 «Омск» передана Тихоокеанскому флоту после завершения планового ремонта и технической модернизации. Церемония передачи корабля состоялась на дальневосточном заводе «Звезда» в городе Большой Камень. Перед этим в ходе испытаний АПЛ успешно выполнила ряд тестовых задач в акватории Японского моря, в том числе глубоководное погружение. Проверку в «боевых» условиях прошли все механизмы и системы. Также была произведена «перезарядка» атомного реактора. За отличное проведение модернизации и ремонта АПЛ К-186 «Омск» начальник штаба Тихоокеанского флота — первый заместитель командующего флотом вице-адмирал Сергей Рекиш наградил наиболее отличившихся сотрудников завода «Звезда» медалями «110 лет подводному флоту России». 9 августа крейсер вернулся в пункт постоянного базирования на Камчатке.
По итогам 2019 года экипаж «Омска» стал обладателем двух переходящих призов Главнокомандующего Военно-Морским Флотом — за уничтожение кораблей противника с выполнением стрельбы крылатыми ракетами по морским целям и за поиск и уничтожение подводных лодок противника с выполнением торпедной атаки.
27 августа 2020 года в ходе учений «Океанский щит-2020» ракетный крейсер «Варяг» и подводный крейсер К-186 «Омск» осуществили совместную ракетную стрельбу в Беринговом море; «Омск» поразил цель ракетой П-700 «Гранит» на дистанции более 320 километров. 28 августа 2020 вышел в надводное положении в международных территориальных водах вблизи тихоокеанского побережья Аляски, чем обеспокоил местных рыбаков.

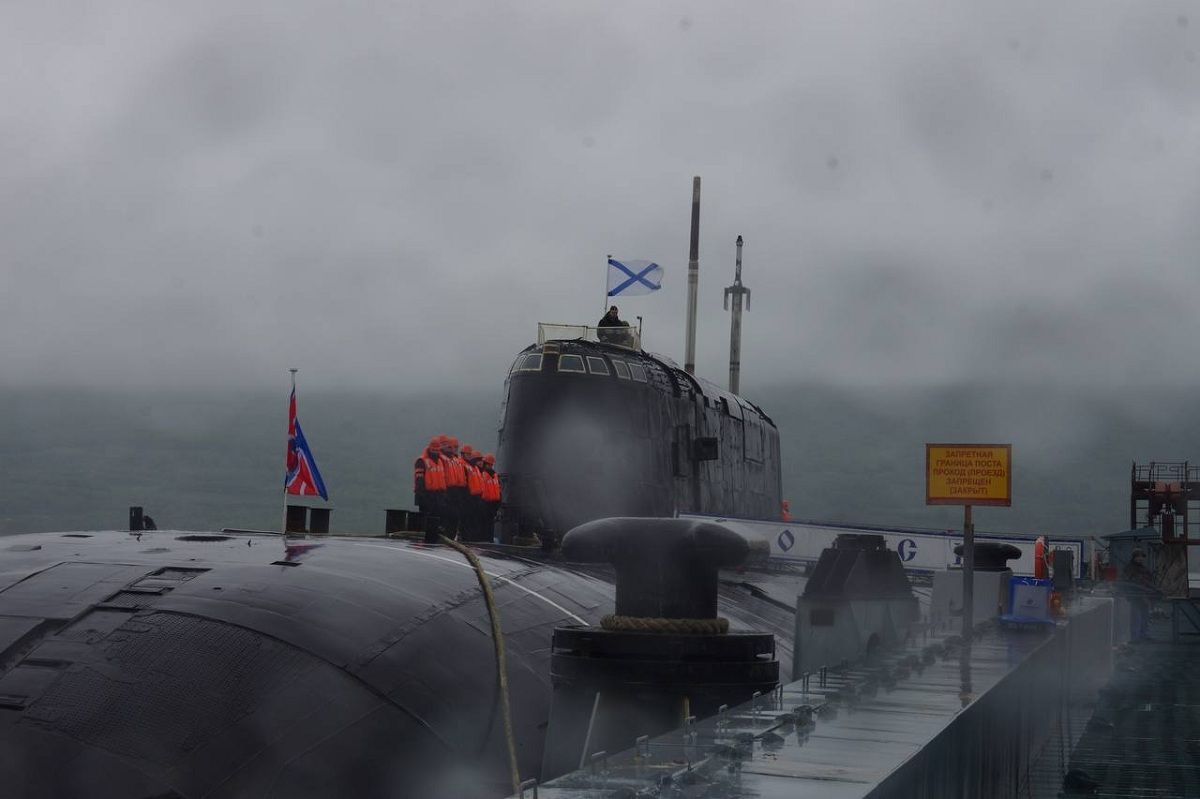
К-186 вернулся с боевой службы, 2025

2 июля 2025 года К-186 вернулся в базу на Камчатке после выполнения задач боевой службы.

## Командиры
- 1990—1993: В. А. Уткин
- 1993—1996: капитан 1-го ранга А. С. Астапов
- 1996—1997: С. С. Щербаков
- 1997—1999: Ю. Н. Савин
- 1999—2007: В. В. Дмитриев
- 2007—2014: В. В. Савон
- 2014—2017: А. Толстых
- 2017—2021: Е. Зорин
- 2021—н. в.: капитан 2-го ранга Елькин Захар Александрович